# Odprto prvenstvo ZDA 2013
Odprto prvenstvo ZDA 2013 je teniški turnir za Grand Slam, ki je med 26. avgustom in 9. septembrom 2013 potekal v New Yorku.

## Moški posamično
Rafael Nadal :  Novak Đoković, 6–2, 3–6, 6–4, 6–1

## Ženske posamično
Serena Williams :  Viktorija Azarenka, 7–5, 6–7(6–8), 6–1

## Moške dvojice
Leander Paes /  Radek Štěpánek :  Alexander Peya /  Bruno Soares, 6–1, 6–3

## Ženske dvojice
Andrea Hlaváčková /  Lucie Hradecká :  Ashleigh Barty /  Casey Dellacqua, 6–7(4–7), 6–1, 6–4

## Mešane dvojice
Andrea Hlaváčková /  Maks Mirni :  Abigail Spears /  Santiago González, 7–6(7–5), 6–3